# Día de la Madre (película)
Día de la Madre (título original: Mother's Day) es una película polaca de 2023 dirigida por Mateusz Rakowicz y protagonizada por Agnieszka Grochowska, Adrian Delikta y Dariusz Chojnacki.

## Argumento
Nina es una exagente secreta de Operaciones Especiales de la OTAN. Un día ella se verá obligada a utilizar todas sus habilidades letales para salvar así a su hijo Max que ha sido secuestrado por un grupo de gángsters, los cuales no tienen escrúpulos. Para Nina encontrar a su hijo es una doble oportunidad para ella. Además de sentir toda la adrenalina por desempeñar este peligroso trabajo, para ella significará también sobre todo la posibilidad de recuperar a su hijo.

## Reparto
| Actor                | Personaje             |
| -------------------- | --------------------- |
| Agnieszka Grochowska | Nina Nowak            |
| Adrian Delikta       | Max                   |
| Dariusz Chojnacki    | Igor                  |
| Paulina Chrusciel    | Madre adoptiva de Max |
| Pawel Koslik         | Padre adoptivo de Max |
| Arkadiusz Brykalski  | Jefe de la agencia    |
| Sebastian Dela       | Teleskop              |
| Szymon Wróblewski    | Volto                 |

## Producción
La película fue filmada entermente en Polonia. Se filmó en Varsovia y en los alrededores de esa ciudad. El rodaje comenzó en mayo de 2022 y terminó a finales de junio de 2022 habiendo rodado para ello un total de 36 días.

## Estreno
Una vez filmada se estrenó en Netflix el 24 de mayo de 2023. Cabe también destacar, que es la primera película de Mateusz Rakowicz, que ha salido de su país.

## Recepción
Hoy en día el filme fue valorado en los portales de información cinematográfica y entre la crítica profesional. En IMDb, por ejemplo, con aproximadamente 2500 votos registrados, el filme obtiene una media ponderada de 5,3 sobre 10. En otro portal, Rotten Tomatoes, la película fue valorada por menos de 50 usuarios, los cuales le dieron una valoración media de 2,6 de 5, mientras que los 7 críticos profesionales, que valoraron la película en ese portal, le dieron una valoración media de 5,2 de 10. También cabe destacar que el 59 % de los usuarios de La Vanguardia la valoraron positivamente.